# Saint-Germain-sur-Vienne
Saint-Germain-sur-Vienne là một xã của tỉnh Indre-et-Loire, thuộc vùng Centre-Val de Loire, miền trung nước Pháp.